# Валаамский монастырь
Спа́со-Преображе́нский Валаа́мский монастырь — ставропигиальный мужской монастырь Русской православной церкви, расположенный на островах Валаамского архипелага на территории России в Республике Карелия.

## История

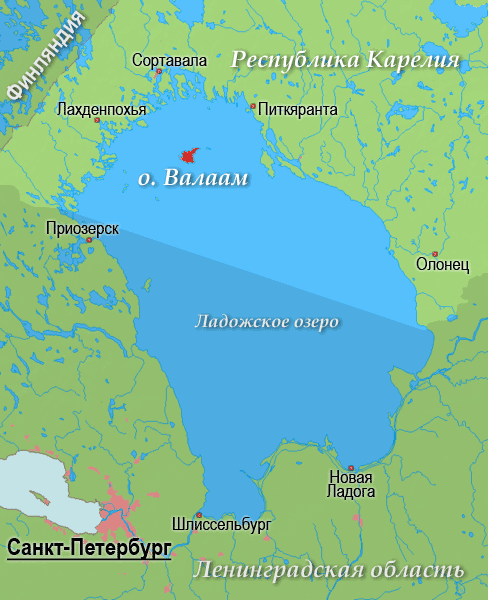
Местоположение острова Валаам

По преданию, во времена распространения христианства апостол Андрей Первозванный двигался на Север, проповедуя Евангелие. Пройдя Днепр и Волхов, ученик Христа вошёл в «бурные и вращающиеся воды озера Нево» и установил на «горах Валаамских» каменный крест. По одной из двух концепций возникновения монастыря, спустя 900 лет двое иноков, Сергий и Герман, пришли «из восточных стран» (возможно, из Греции) и основали на одном из островов монашеское братство. Письменные источники («жития»), свидетельствующие о жизни и деяниях преподобных, считаются утраченными. Вторая концепция относит основание монастыря к X—XI векам. Она опирается на одну из редакций жития преподобного Авраамия Ростовского, содержащую упоминание о пребывании преподобного на Валааме в X веке, а также на ряд летописных упоминаний о переносе мощей преподобных Сергия и Германа с Валаама в Новгород в 1163 году.
Относительно достоверная документальная история Валаамского монастыря начинается с XIV века. Валаамский монастырь упоминается в житии Савватия Соловецкого. В «Сказании о Валаамском монастыре» годом основания называется 1407 год.
К началу XVI века на архипелаге жили около 600 монахов, но неоднократные нападения шведов привели к запустению острова.

### Северная война
В начале XVIII века Пётр I начал борьбу за выход к Балтийскому морю и экспансию России на северо-запад. В 1702 году (11 (22) октября) Россия захватила крепость Нотебург (переименована в Шлиссельбург), а весной 1703 года — крепость Ниеншанц в устье Невы. Здесь 16 (27) мая 1703 года началось строительство Санкт-Петербурга, а на острове Котлин разместилась база русского флота — крепость Кроншлот (впоследствии Кронштадт). В ходе военной кампании 1710 года русской армии удалось взять Выборг. Тогда же на основе Ингерманландской губернии была создана Санкт-Петербургская губерния.
В 1713 году в результате финской кампании русские войска взяли Гельсингфорс и Або.
В 1715 году Пётр I по просьбе архимандрита Кирилло-Белозёрского монастыря издал указ о восстановлении Валаамской обители. Строительство монастыря было разрешено на только что отвоёванной территории, когда ещё не был подписан мирный договор.
В 1719 году освящён деревянный Спасо-Преображенский храм, построены келейные корпуса и вспомогательные помещения.
В 1719 году на завоёванных землях была образована Выборгская провинция, вошедшая в Санкт-Петербургскую губернию. В новую провинцию попал и Валаамский архипелаг, входивший в Кексгольмский лен. В 1721 году, подписав Ништадтский мирный договор, Швеция официально признала присоединение к России Ингерманландии, Кексгольмского лена и части Карелии с дистриктом Выборгского лена.

### Развитие монастыря

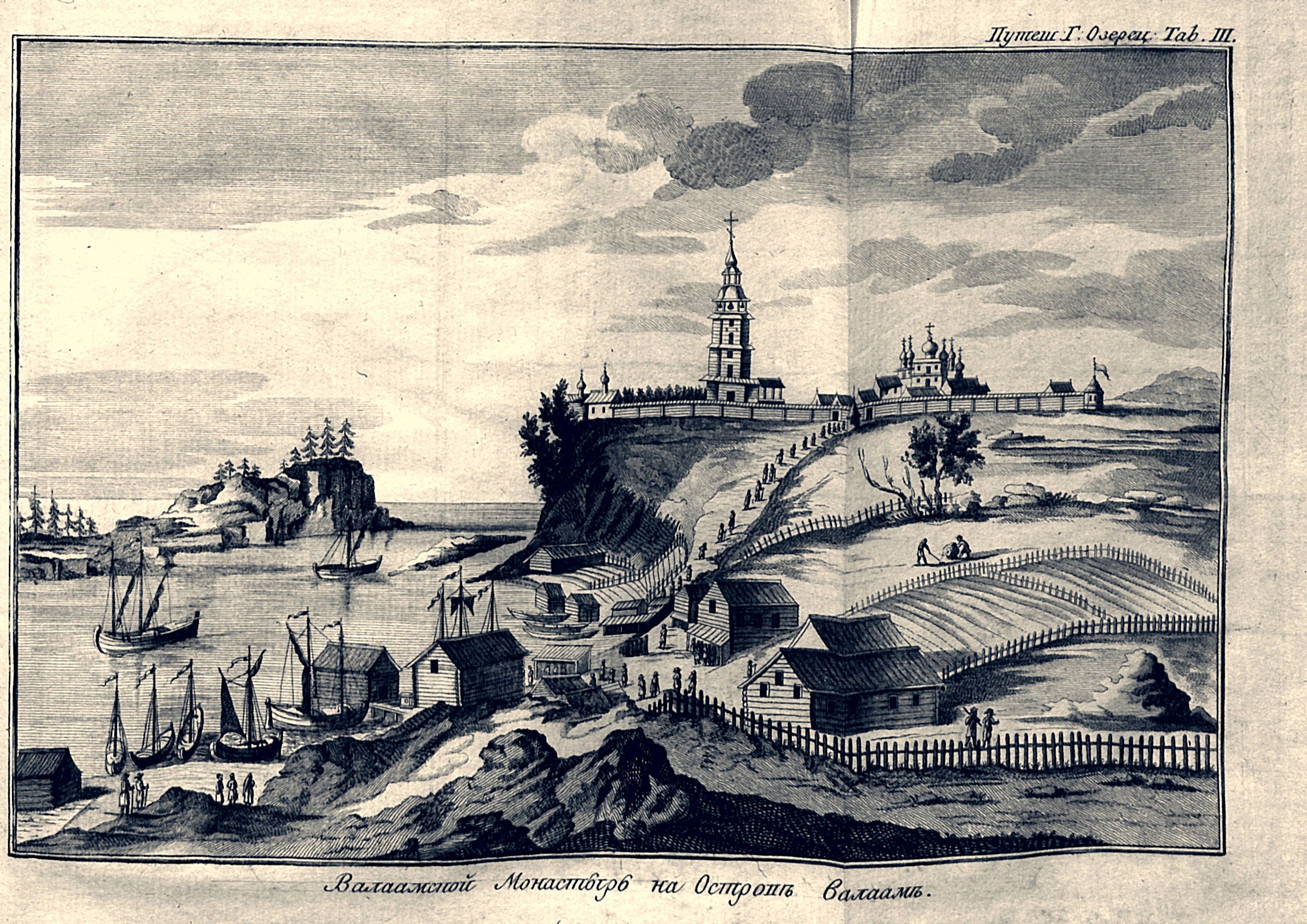
Валаамский монастырь в конце XVIII века.

К 1730 году возведена Успенская церковь, построена деревянная ограда, но пожар 1754 года уничтожил эти первые постройки. Императрица Елизавета Петровна прилагала усилия для восстановления монастыря, но в 1765 году в нём жило всего 11 монахов.
В 1774 году был освящён храм Преображения Господня. Вокруг храма в виде квадрата были построены келейные помещения, по углам которого возведены Успенская («зимняя», то есть отапливаемая) и Никольская церкви.
В Валаамском монастыре трудился в конце XVIII века известный своими работами в храмах Осташкова и Нило-Столобенской пустыни лепщик Кондратий Конягин, которому современные искусствоведы приписывают почитаемое как чудотворное изображение преподобного Нила Столобенского.
Игумен Назарий, возглавивший монастырь в 1781 году, начал большое каменное строительство. В 1805 году в южной части наружного каре была воздвигнута надвратная церковь во имя Святых апостолов Петра и Павла, а в северной — больничный храм во имя иконы Божией Матери «Живоносный Источник». Над островом с тех пор возвышается монастырская колокольня 72-метровой высоты. В XIX веке был отлит и самый большой среди валаамских колоколов — колокол в честь апостола Андрея Первозванного весом 1000 пудов.

### Великое княжество Финляндское

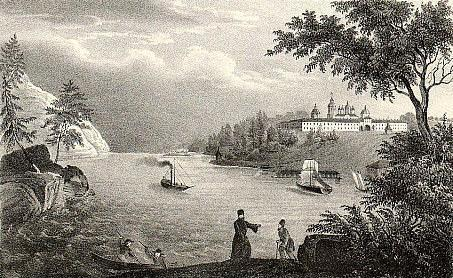
Вид монастыря в XIX веке.

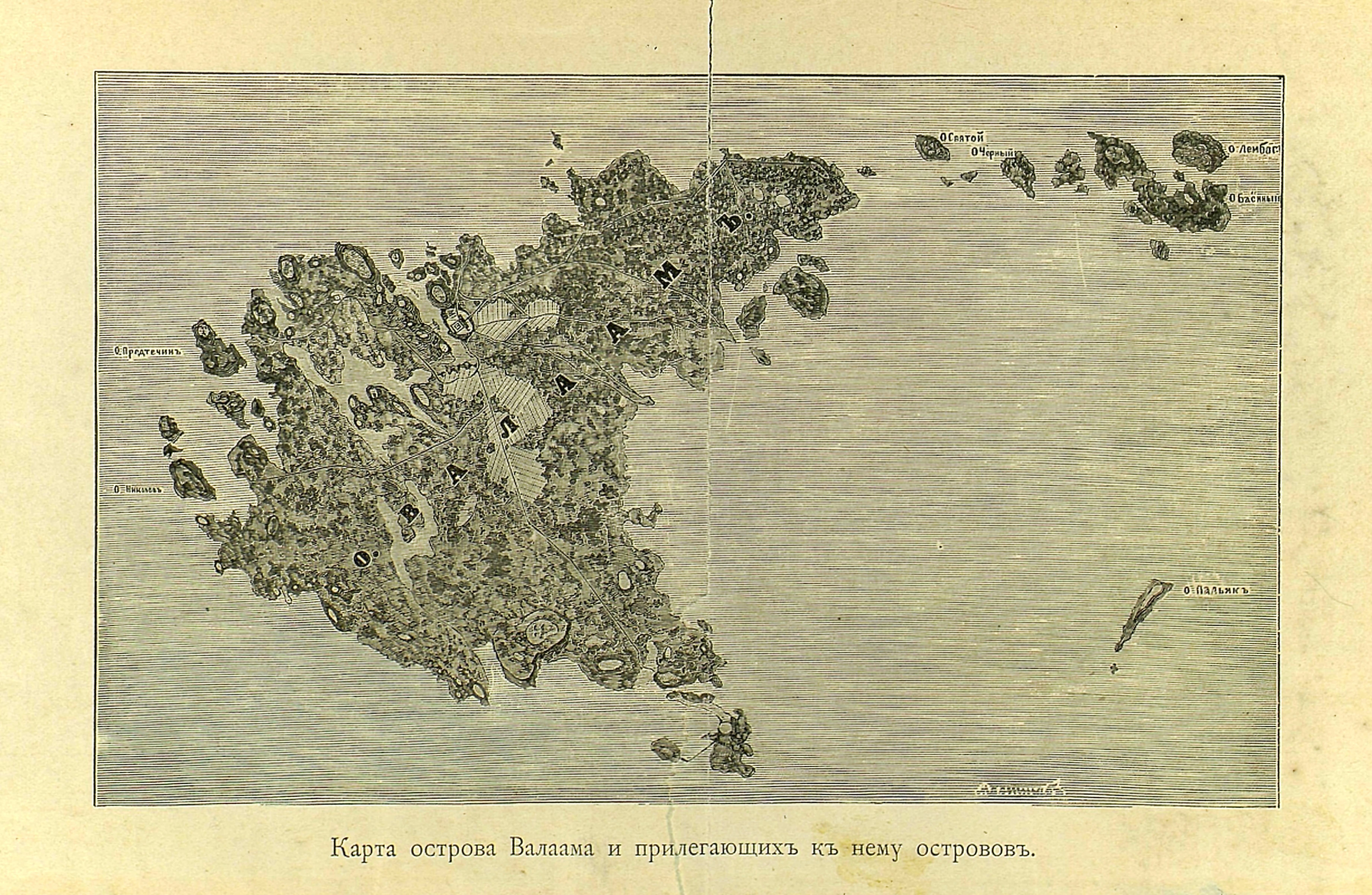
«Карта острова Валаам и прилегающих к нему островов». «Валаамский монастырь и его подвижники : с приложением: изображения Германа и Сергия Валаамских чудотворцев, двух портретов, 14-ти рисунков и карты Валаамских островов». — СПб. : Валаамский монастырь, 1889

В 1811 году Финляндская губерния, а с ней и Валаамский архипелаг, вошла в состав Великого княжества Финляндского Российской империи. Губерния получила прежнее название — Выборгская. В 1819 году монастырь посетил император Александр I. В церковном отношении монастырь до 1892 года находился в подчинении Санкт-Петербургских митрополитов, а затем вошёл в новоучреждённую Выборгскую и Финляндскую епархию.
Наибольший подъём обители пришёлся на XIX век. В 1839 году на пост настоятеля был назначен отец Дамаскин, который в течение 42-х лет руководил обителью. Именно он добился, чтобы строительные работы на острове велись только под руководством квалифицированных архитекторов. Первым, кого он пригласил, был петербургский архитектор, академик Алексей Горностаев.
Отец Дамаскин установил для братии суровый режим: обязательное попечение старцев о послушниках и молодых монахах, неукоснительное посещение церковных служб, многочасовые трудовые послушания. После смерти игумена Дамаскина монастырём управлял его преемник — Ионафан II, который смог осуществить наиболее масштабное начинание игумена Дамаскина — строительство нового величественного Спасо-Преображенского собора, рассчитанного более чем на 3000 человек.
Валаамские подвижники желали превратить свою обитель в Новый Иерусалим, благодаря чему на острове в начале XX века появились названия, отсылающие ко временам Нового Завета: Кедрон, Гефсимания, гора Елеон, Воскресенский скит.
К началу Первой мировой войны на острове проживало около 1000 человек.

### В составе независимой Финляндии
После Октябрьской революции Валаам вошёл в состав Финляндии, благодаря чему монастырь номинально сохранялся, но, оказавшись церковью национального меньшинства (основная религия Финляндии — лютеранство), он испытал на себе усиливающуюся дискриминацию со стороны финских властей. Власти Финляндии потребовали от архиепископа Серафима (Лукьянова) в течение трёх месяцев выучить финский язык. На языковой экзамен владыка не явился и за это был депортирован на остров Коневец. В деле дерусификации Православной церкви финские власти начали координировать свои действия с властями Эстонии, где дерусификация Православной церкви была быстро возведена в ранг государственной политики и опробована в преимущественно русском Печорском уезде. Из Эстонии был выписан священник Герман Аав, назначенный в ноябре 1923 года епископом Карельским, викарием архиепископа Серафима. При нём монастырь погрузился в атмосферу «несогласия и тяжбы». Начиная с 1925 года православные службы на Валааме были переведены на финский язык. Параллельно финские власти основательно укрепили сами острова в военно-инженерном отношении на случай конфронтации с СССР.
Финляндская православная церковь, с 1923 года в юрисдикции Константинопольского патриархата, перешедшего на новоюлианский календарь в том же году, под давлением финских властей приняла западную Пасхалию, вынудив и Валаамский монастырь перейти на новый стиль. Переход на новый стиль в 1920-х годах был причиной разрушения единства Валаама. Точку в противостоянии, продолжавшемся 10 лет в монастыре, поставил высадившийся на острове финский спецназ. Значительная часть братии тогда отказалась подчиниться архиепископу Финляндскому Герману. Эти «старостильные» монахи выехали в Югославию, Грецию, Германию, США, Марокко.
В 1930 году монастырь содержал 300 человек братии и 100 трудников и наёмных работников. Питались монахи скудно, как следует из составленного протокола собрания старшей братии от 13 мая 1930 года: «братия монастыря исключительно питается растительной пищей, рыбу… кусок булки получает только в праздники… питается постным маслом… Имея ограниченные средства, монастырь старается во всём экономить… Помимо этого… бесплатно кормит бедных богомольцев и других лиц, что обходится не [в] один десяток тысяч марок… делает частные пожертвования и впредь не отказывается помогать посильно».
Ежегодно в монастырь приезжало несколько тысяч паломников и туристов (из разных стран, в основном финнов). Так, в монастырской книге зарегистрировано, что в 1936 году Валаам посетили «туристы» числом 3540 человек из 22 государств, из которых 2137 были финнами, 562 шведами и 40 русскими.

### Монастырь в период советско-финской войны
Во время Советско-финской войны 1939—1940 годов монастырь попал в зону боевых действий. Монахи оказали поддержку беженцам из Восточной Карелии (в основном православным). Уже 16 ноября 1939 года правление монастыря постановило:

1. Пожертвовать на эвакуированных граждан Восточной Карелии 50 000 марок наличными и книгами духовного содержания на 12 000 марок;
2. Пожертвовать на издание духовной литературы для тех же граждан 5000;

3. Пожертвовать на эвакуированных православных Карельского перешейка 5000; Пожертвования направить через посредство Братства Сергия и Германа
26 ноября и 9 декабря 1939 года (по старому стилю) произошли первые советские воздушные налёты на Валаам. В декабре 1939 года началась эвакуация с Валаама. 20 декабря 1939 года с острова были вывезены больные и пожилые монахи, а также послушники и женщины. 28 декабря 1939 года прошла ещё одна волна эвакуации. Эвакуированных в ходе этих двух волн (136 человек) разместили в зданиях школ в 120 км севернее Ювяскюля. 6 февраля 1940 года состоялась новая эвакуация — на военных грузовиках уехали все монахи и игумен, оставив в монастыре пятерых человек: двоих иеромонахов (для окормления финских православных военнослужащих), иеромонаха Симфориана (Матвеева), инженера послушника Владимира Кудрявцева, капитана парохода «Сергий» монаха Ираклия (Майкевича).
В январе-феврале 1940 года советская авиация бомбила строения монастыря. Бомбёжки были частыми: 6, 19, 20, 21–28 января, 2–4 февраля и 10–16 февраля 1940 года. О бомбардировках Валаама писали в белоэмигрантской прессе.
Эвакуировавшиеся монахи увезли с собой всё самое ценное, включая подлинник Валаамской иконы Божией Матери (иконописец — иеромонах Алипий, в миру — Алексей Константинов), другие святыни и колокола (в наше время межцерковные переговоры о возвращении подлинника Валаамской иконы Божией Матери в Валаамский монастырь ведутся между РПЦ и ФПЦ уже более 20 лет). 18 марта 1940 года над водами Ладожского озера разнеслись 12 редких ударов большого колокола Спасо-Преображенского собора, возвестивших о прекращении жизни обители. Монахи осели в местечке Хейнявеси в Финляндии, в усадьбе Папинниеми, где основали Ново-Валаамский монастырь. На воссоздание монастыря поступили пожертвования из-за рубежа — 25 629,25 марок от Толстовского фонда и (22 июня 1940 года) — 50 000 марок от папы Римского. На момент эвакуации братия монастыря состояла из 173 человек, из которых 123 были из крестьян, 23 из мещан, двое из духовенства и двое потомственных дворян. Почти все были грамотными — малограмотных насчитывалось только 14 человек.
Иногда встречающиеся утверждения о жертвах среди монахов при эвакуации опровергаются монастырскими метрическими документами и послужными списками братии, которые показывают, что при эвакуации никто не погиб.

#### Ново-Валаамский монастырь
По окончании Великой Отечественной войны в 1945 году митрополит Григорий (Чуков) посетил Новый Валаам и совершил присоединение монастыря к Московскому патриархату. Многие старые иноки заявили о своём желании вернуться на родину, на старый остров. Через 12 лет, в 1957 году монастырь перешёл в юрисдикцию Финляндской православной церкви. В том же году в СССР уехали только семеро монахов; младшему из уехавших тогда было 59 лет, а старшему — 84. В 1977 году прекратились службы на церковнославянском языке, а в 1981 году умер последний русский монах. Сейчас монастырь продолжает действовать как финская православная обитель и принимает в год более 100 тысяч посетителей — как паломников, так и туристов. Это уединённый благоустроенный монастырь среди озёр и лесов — с музеем, культурным центром и библиотекой.

### Монастырь в 1940—1941 годах
Сведения об оставленных строениях монастыря с марта 1940 по июнь 1941 года скудны. Известно, что в монастырских строениях почти сразу разместили школу боцманов и роту юнг. На Валаам был командирован для отбора рукописей и книг из монастырской библиотеки и архива историк Сергей Миляев, автор печатных изданий по борьбе с религиозными пережитками. В 1941 году в журнале «Безбожник» на двух страницах появилась публикация Миляева о монастыре под названием «Бывший очаг мракобесия и шпионажа». Миляев на основе найденных им в монастырском архиве документов (с точными цитатами) выдвинул против братии монастыря ряд обвинений. Все использованные Миляевым документы сохранились. В 1940 году вышла статья Миляева о монастыре в журнале «На рубеже», где сообщалось следующее:

вплоть до 1940 г. Валаам был маленьким «государством монахов» — мракобесов, эксплоататоров, банкиров, затем — шпионов и диверсантов, форпостом международной контрреволюции на границе с Советским Союзом. Это «государство» по площади было в 30 раз больше, чем Ватикан — «государство» папы Римского, вдвое больше княжества Монако — осколка феодальной Европы. А доходы валаамских монахов были в четыре раза больше, чем доходы княжества Монако
Миляев отметил, что «вся история Валаама 1918—1940 гг. — это история антисоветского форпоста на северо-западных границах СССР».
Миляев отобрал из монастырской библиотеки для вывоза в СССР 1191 книгу, однако до начала Великой Отечественной войны вывезти удалось не все из них.

### Период Великой Отечественной войны
Осенью 1940 года на самом острове Валаам, в монастырских корпусах, была организована школа боцманов и юнг, членский состав которой в 1941 году отправился на оборону Ленинграда. 20 сентября 1941 года Валаамский архипелаг был занят финнами. Основная часть построек монастыря уцелела, но было повреждено имущество обители. Так, у большого Андреевского колокола монастыря весом 16 тонн был оторван язык и отпилена третья часть (её куда-то увезли). В 1942—1944 годах монастырь был восстановлен и действовал. Финская армия оплачивала монастырю постой в его строениях, причём на эту плату обитель приобретала себе продукты. На Валаам вернулась лишь небольшая часть эвакуированной в 1940 году братии, причём монашествующие принимали участие в боях против СССР (двое были награждены финскими орденами).
Ущерб монастыря от пребывания советских войск использовался фашистскими пропагандистами. В монастырь часто приезжали немцы, которые его фотографировали, а также представители иных стран фашистского блока — Болгарии, Румынии, Словакии, Венгрии и Хорватии. Братия монастыря от этих посетителей имела выгоду — через них монахи посылали в другие страны валаамцам письма и фотографии. В августе 1942 года Валаам посетил итальянский корреспондент и фотограф Лино Пеллегрини, оставивший подробный репортаж в официальном печатном органе фашистской партии «Il popolo d’Italia» (примерно через месяц его перепечатал белоэмигрантский «Парижский вестник»).
Сложным был вопрос об отношении к советским военнопленным. 27 декабря 1941 года послушник инженер Владимир Кудрявцев письменно потребовал от игумена Харитона направить монастырские деньги на улучшение питания советских военнопленных. Харитон отказал, так как речь шла о реализации вывезенных с Валаама в 1940 году риз, на что Кудрявцев ответил: «Это не я Вам говорю, сам Христос». 4 января 1942 года Кудрявцев вновь написал игумену Харитону по этому вопросу, на что Харитон потребовал от него покинуть монастырь. В итоге Кудрявцев был удалён из обители. В марте 1944 года монастырь согласился принять к себе иноков Печенгской обители ввиду их тяжёлого положения в условиях войны.
19 сентября 1944 года финские войска и монахи покинули Валаамский архипелаг. Позднее там было размещено подсобное хозяйство Питкярантского целлюлозного завода, организовано лесничество, восстановлена монашеская метеостанция.

### Советский период

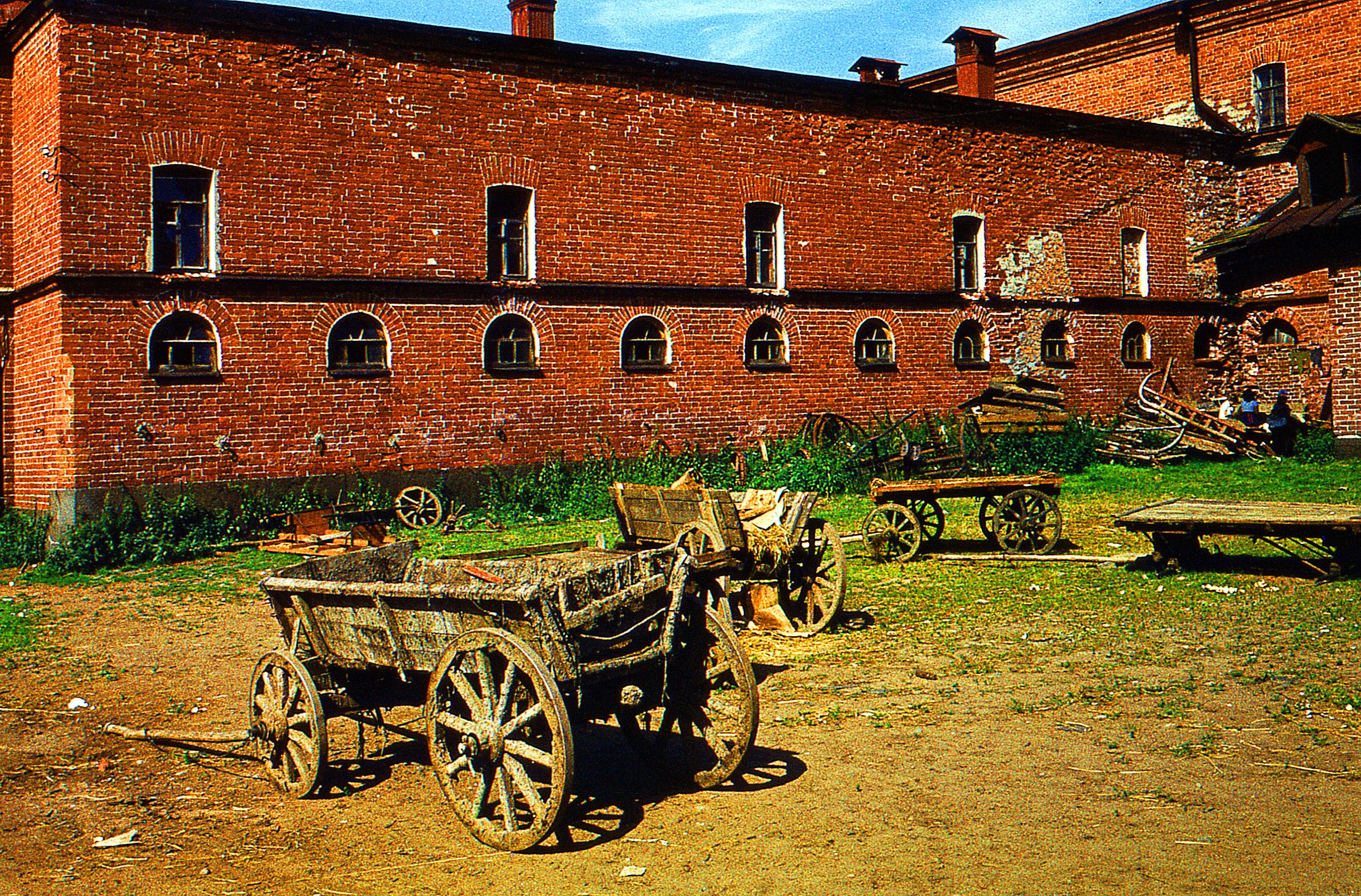
Хозяйственный двор монастыря, 1983 год.

В 1950 году в бывших кельях и скитах устроили Дом инвалидов войны и труда, куда в том числе принудительно помещались инвалиды войны с материка, включая Ленинград. Переведён на материк в 1984 году.
Только с 1960-х годов на остров стали приходить первые теплоходы с туристами. В 1979 году решением Совета министров РСФСР на территории организован Валаамский историко-архитектурный и природный музей-заповедник, и немного позже началась реставрация памятников.

### Постсоветский период
После распада Советского Союза началось возрождение монастыря как объекта Русской православной церкви. При этом этот процесс сопровождался конфликтами с мирянами — местными жителями острова Валаам, поскольку с середины 1990-х годов духовенство поставило цель полностью выселить их с острова. Монастырь расширил своё влияние на острове, все постройки перешли в собственность церкви, а миряне были выдворены через судебные решения. Производство и продажа сувениров, экскурсионное обслуживание, оказание услуг общественного питания были монополизированы монастырём. 

#### Раннепостсоветский этап

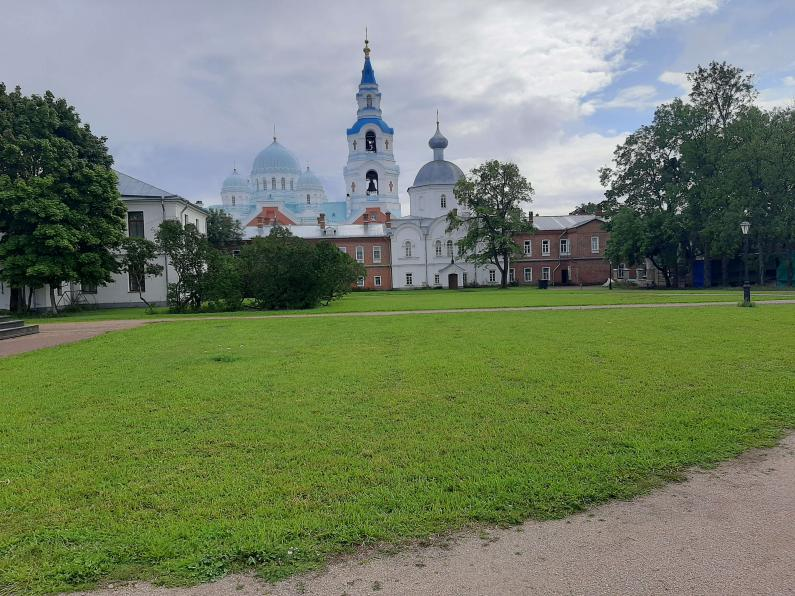
Валаамский монастырь в августе 2023 года

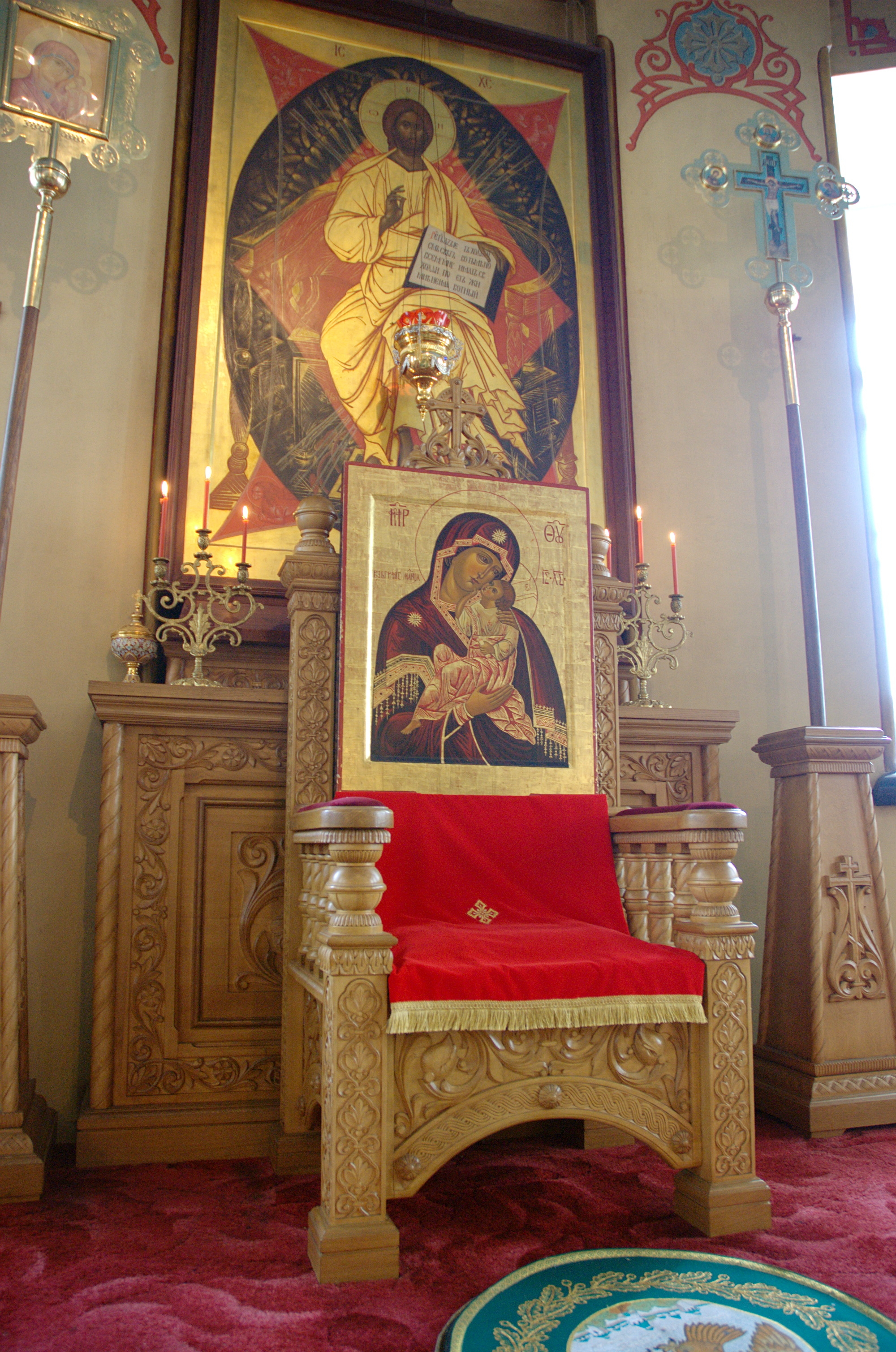
Горнее место нижнего храма Спасо-Преображенского собора.

18 сентября 1989 года Совет министров Карелии решил «передать в пользование» Ленинградской епархии собор с внутренним каре и ближайшие скиты, кроме Воскресенского и Гефсиманского.
13 декабря 1989 года, в день памяти апостола Андрея Первозванного, на остров ступили шестеро монахов: иеромонахи Варсонофий (Капралов), Геронтий (Федоренко), Фотий (Бегаль), иеродиакон Серафим (Гордеев), послушники Леонид Макаров и Вадим Эрлих. Прибывшие насельники разместились в бывшем изоляторе Дома инвалидов. Возобновились богослужения в храме во имя преподобных Сергия и Германа Валаамских. С самого начала на Валааме были заведены строго уставные службы, возрождался валаамский распев.
18 января 1993 года указом патриарха Алексия II наместником обители назначен архимандрит Панкратий (Жердев), со 2 июня 2005 года — епископ Троицкий. Под его началом находился игумен Мефодий (Петров), являвшийся также директором православного культурно-просветительского центра «Свет Валаама».
27 февраля 1994 года архимандрит Панкратий заново освятил часовню Валаамского монастыря на Синопской набережной в Санкт-Петербурге, что завершило процесс возврата этой часовни монастырю.
В 1998 году большой общественный резонанс получило заявление братии Валаамского монастыря о пагубности экуменизма и сотрудничества со Всемирным советом церквей (ВСЦ). «Участие в деятельности ВСЦ, основанной на экклезиологической ереси, — сказано в заявлении братии Валаамского монастыря, — неизбежно вынуждает православных участников экуменического движения относиться к инославным сообществам как к равноправным „церквам“, облагодатствованным Святым Духом, тем самым попирая догмат о Единой, Святой, Соборной и Апостольской Церкви». Заявление подписано 150 монахами монастыря, включая его священноначалие, выступившее решительно против совместных «экуменических молений», в частности, с новостильной Финляндской православной церковью, епископы которой тоже хотели служить на Валааме. Данное заявление, опубликованное также под заголовком «Молчанием предаётся Бог», контрастировало с официальной политикой РПЦ и её главы патриарха Алексия II по отношению к экуменизму и ВСЦ. Встревоженный бескомпромиссной позицией валаамского монашества, Архиерейский собор Русской православной церкви в 2000 году принял «Основные принципы отношения к инославию». В документе подробно разъясняется позиция РПЦ по отношению к инославию, в частности то, что Православная церковь не может признавать «равенство деноминаций», но подчёркивается приоритетность богословского диалога с другими конфессиями и полезность участия в работе различных международных организаций в сфере служения миру, но без всяких догматических уступок и компромиссов в вере.

#### 2000-е
В середине 2000-х годов Валаам перестал быть самостоятельной территориальной единицей. Там было упразднено самоуправление и остров стал городским районом Сортавалы, что в 40 км, на северном берегу Ладожского озера. Это позволило церкви требовать переселения мирян с острова, так как переселение, согласно закону, должно производиться в рамках одного населенного пункта. Эксперты Московской Хельсинкской группы, разбиравшие этот конфликт, считают, что ликвидация самоуправления была проведена незаконно и сделала местных жителей фактически бесправными.
13 декабря 2005 года впервые зазвучал 1000-пудовый благовестник — колокол «Андрей Первозванный», установленный на колокольне в монастыре в рамках программы восстановления старинной звонницы.

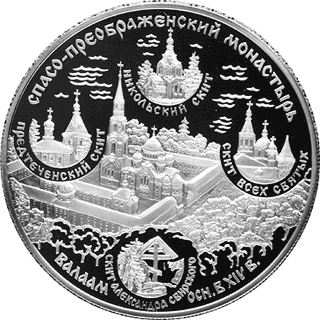
Спасо-Преображенский монастырь — серебряная памятная монета Банка России, 2004 г.

С 14 по 17 сентября 2007 года монастырь посетил священноигумен обители патриарх Алексий II, 16 сентября в Смоленском скиту он совершил освящение храма в честь Смоленской иконы Божией Матери; по освящении храма отслужил в нём первую Божественную литургию. После богослужения патриарх вручил наместнику Валаамского монастыря епископу Панкратию орден благоверного князя Даниила Московского (II степени) — во внимание к архипастырским трудами и в связи с 20-летием служения в священном сане.
21 сентября 2008 года, в праздник Рождества Пресвятой Богородицы, патриарх Алексий II совершил чин великого освящения храмового комплекса Свято-Владимирского скита (архитектор Андрей Анисимов) на острове Валаам и первую Божественную литургию в новоосвящённом храме.
10 июля 2009 года патриарх Кирилл и глава Республики Карелия Сергей Катанандов в цокольном помещении храмового комплекса Свято-Владимирского скита открыли музей имени патриарха Алексия II; открытие было приурочено к 20-летию возрождения монашеской жизни на Валааме.

#### 2010-е
В конце мая 2010 года монастырь посетил предстоятель Константинопольской церкви патриарх Варфоломей, находившийся в России с официальным визитом в РПЦ.
Согласно данным настоятеля — епископа Панкратия, по состоянию на 2011 год общее количество насельников в монастыре составляло 217 человек, включая скиты и подворья. Из них 37 иеромонахов, 12 иеродиаконов, 89 монахов, 19 рясофорных послушников, 60 послушников. Постоянно в монастыре работают от 30 до 40 трудников.
Хотя земля острова находилась в государственной собственности, все постройки острова были отданы РПЦ. Монастырь создал несколько коммерческих структур, действующих от его имени, одна из этих контор — ООО «Служба эксплуатации недвижимости и территорий», зарегистрированная в 2011 году —  занималась выселением ещё оставшихся жителей острова из помещений, принадлежащих церкви, то есть отовсюду.
1 мая 2016 года сгорело историческое здание Зимней гостиницы, объект культурного наследия федерального значения, который в 19 веке принимал паломников из разных мест, а в ХХI стал единственным жильём на условиях социального найма для последних жителей Валаама. В здании также была расположена последняя местная школа. Каменное трехэтажное здание «Зимней» гостиницы было построено в 1851–1856 годах по проекту архитектора Алексея Горностаева. В 2006 году оно было передано Валаамскому монастырю, на который возложены обязанности по содержания объекта культурного наследия. Вместо сгоревшего здания за счёт федерального бюджета было построено новое здание, включающие гостиницу и Духовно-просветительский центр «Валаам». В июле 2018 года состоялось заседание Попечительского совета по восстановлению Валаамского монастыря во главе с Патриархом Московским и всея Руси Кириллом на котором епископ Троицкий Панкратий отметил, что «на данный момент окончательно решена проблема с расселением квартир, до пожара занимавших часть здания Зимней гостиницы».
В 2017 году журналисты издания «7×7» опубликовали масштабное расследование о бизнесе на острове Валаам с оборотом в миллиарды рублей. В нем сообщается, что на Валааме и соседних островах были построены помпезные сооружения — как религиозные, так и светские. Бизнесом на острове занимаются крупнейшие госкомпании, строители и Валаамский монастырь — выдавливают жителей с острова, лишая жилья и работы. Монастырь монополизировал на острове производство и торговлю сувенирами, экскурсионное обслуживание, оказание услуг по общественному питанию, при этом товары и услуги реализуются без кассовых чеков. На электрификацию монастыря государство потратило более 2,3 млрд рублей, а годовой объём бюджетных вложений в монастырь с его 80 монахами за период 2010–2016 многократно превзошёл бюджет 20-тысячного прибрежного города Сортавала — минимум в семь раз. 

#### Монастырь и Путин
Монастырь неоднократно посещал президент России Владимир Путин, в частности вместе с президентом Белоруссии Александром Лукашенко (в 2019—2025 годах — четыре раза). В СМИ монастырь называют «любимым монастырём Путина». Почти все приближенные президента имеют дачи на Валааме, а крупнейший участок земли рядом площадью 140 га принадлежит компании «Прайм», которая контролируется семьёй Ковальчуков. 
21 сентября 2008 года патриарх Алексий II освятил во Владимирском скиту — месте, где во время визитов останавливается Владимир Путин, — храм в честь святого равноапостольного князя Владимира и мученицы Людмилы Чешской. Президент лично участвовал в восстановлении монастыря, курировал строительство храма и оказывал финансовую поддержку.
В 2012 году, когда Путин в очередной раз приехал на Валаам, монах Мефодий, македонец по национальности, поцеловал руку российскому правителю. Этот инцидент вызвал общественный резонанс. Однако Мефодий разъяснил, что тем самым хотел выразить уважение и почтение македонского народа перед великой русской нацией, и в «восточном православии» поцелуй руки традиционно обозначает смирение, а поцелуй священником руки мирянина вписывается в эту традицию.

## Современное положение

### Устав монастыря
Валаамский монастырь — ставропигиальный, то есть находится под наблюдением и каноническим управлением Патриарха Московского и всея Руси. Указом патриарха Алексия II в Валаамской обители восстановлено игуменство, которое предусмотрено старинным Уставом Валаамского монастыря, утверждённым к применению также указом патриарха. Устав Святого Валаама составлен по типу и строгости Афонских монастырей; повелевает «ничего не предпринимать настоятелю без совета братии». Поэтому регулярно собирается Духовный собор старшей братии, в который входят игумены, духовник, благочинный, гостинник, ризничий, помощник игумена по приёму паломников, скитоначальники, казначей, эконом.

### Распорядок дня

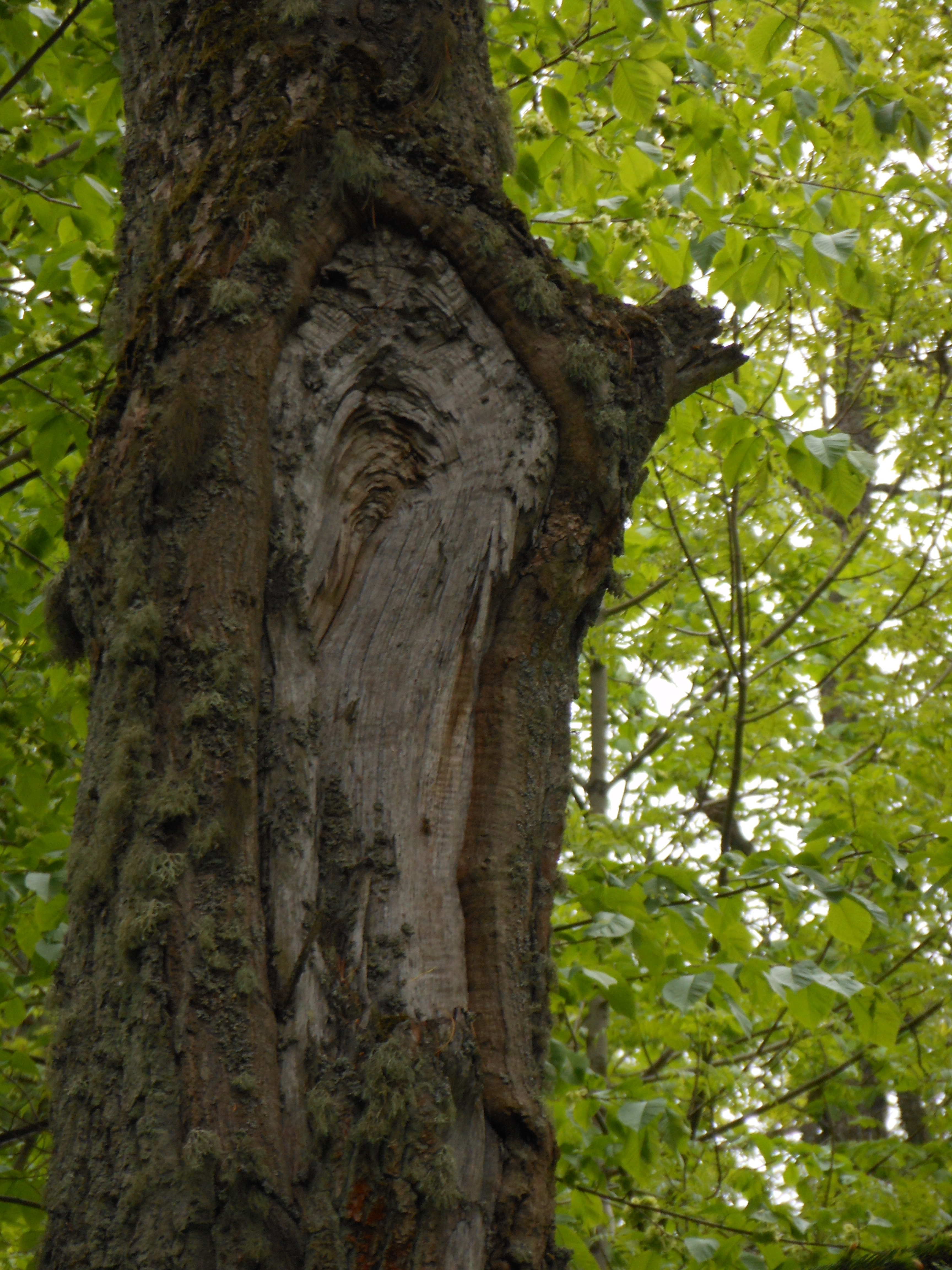
Одно из Валаамских чудес — лик старца Назария, проявившийся в 1997 году после удара грозовой молнии на сломе ветви дуба возле развалин его пустыни. Игуменское кладбище, 2012

О распорядке дня в Валаамском монастыре и особенностях богослужений подробно рассказал в православной печати настоятель — епископ Панкратий.
Богослужебный суточный круг в Валаамском монастыре начинается в 17 часов вечерней с малым повечерием. Затем читается валаамское монашеское правило, три канона с акафистом Божией Матери и чин прощения.
После правила братия направляется в трапезную на ужин. В 21 час удар колокола возвещает время безмолвия, во время которого монахи читают келейное правило, состоящее из Иисусовой молитвы и поклонов. Отход ко сну.
Утреня, предваряемая полунощницей, в монастыре совершается в 5 часов. После этого служится ранняя Божественная литургия. Служба заканчивается в начале девятого. После утреннего чая (келейно) и краткого отдыха монашествующие, послушники и трудники отправляются на послушания, распределённые благочинным. В 13 часов — обед в братской трапезной. За трапезой кто-либо из братии читает святоотеческие творения. Присутствие всей братии обязательно. После чтения настоятель в знак благословения передаёт чтецу часть своей трапезы, которую тот принимает с благодарностью и умилением. После трапезы в 13 часов 30 минут каждый день у раки основателей монастыря преподобных Сергия и Германа, Валаамских чудотворцев, служится молебен, а в среду — молебен у чтимого списка иконы Божией Матери, именуемой «Всецарица». В воскресенье после вечерни соборно служится молебен с акафистом преподобным Сергию и Герману. В 21 час — расход из храма.
Каждый монах вместе со своим духовником или с настоятелем индивидуально решает, когда лучше молиться, читать келейное правило. Для новоначальных насельников келейное правило длится обычно полчаса, затем, по мере приобретения навыка и духовного опыта, продолжительность чтения правила постепенно возрастает.
В 22 часа отход ко сну. Сон у братии длится обычно четыре-пять часов ночью и пару часов днём, после обеда. Всего на сон в сутки выделяется шесть-семь часов, как об этом предписывается в святоотеческих книгах. В «Добротолюбии» указано, что новоначальный монах должен спать шесть часов. «Меньше не надо, потому что нервная система может не выдержать. Но и досыта высыпаться тоже не рекомендуется», — уточнил в интервью для печати епископ Панкратий.

Флаг монастыря

### Прочие сведения
По данным игумена Мефодия, Валаамский монастырь покидают до половины пытающихся начать здесь свою монашескую жизнь. По неофициальным опубликованным данным, из каждых двадцати приезжающих в монастырь трудников впоследствии остаётся в обители и принимает постриг только один.
В Валаамский монастырь ежегодно прибывают свыше 100 тысяч паломников, из которых около 90 процентов — туристы.
Монастырь духовно окормляет военнослужащих действующей воинской части Минобороны РФ — радиолокационной роты 334-го радиотехнического полка ПВО, расположенной в южной части острова Валаам.
В монастырских гостиницах могут быть размещены одновременно до 200 паломников.
Епископ Панкратий предложил создать правовые механизмы, регулирующие порядок паломничества в Валаамский монастырь, поскольку даже природа архипелага не выдерживает 100-тысячного людского натиска за три летних месяца. За основу регулирования предложено взять порядок пребывания в Афонских монастырях: там чётко определено число паломников, которые могут посетить Святую Гору, каждому из них выдается особое письменное благословение — диамонитирион (греч.- διαμονητήριον). Это удобно и для монастыря: заранее известно, сколько паломников приедет и какое количество мест необходимо приготовить в гостиницах.

## Структурные подразделения

### Скиты Валаамского монастыря

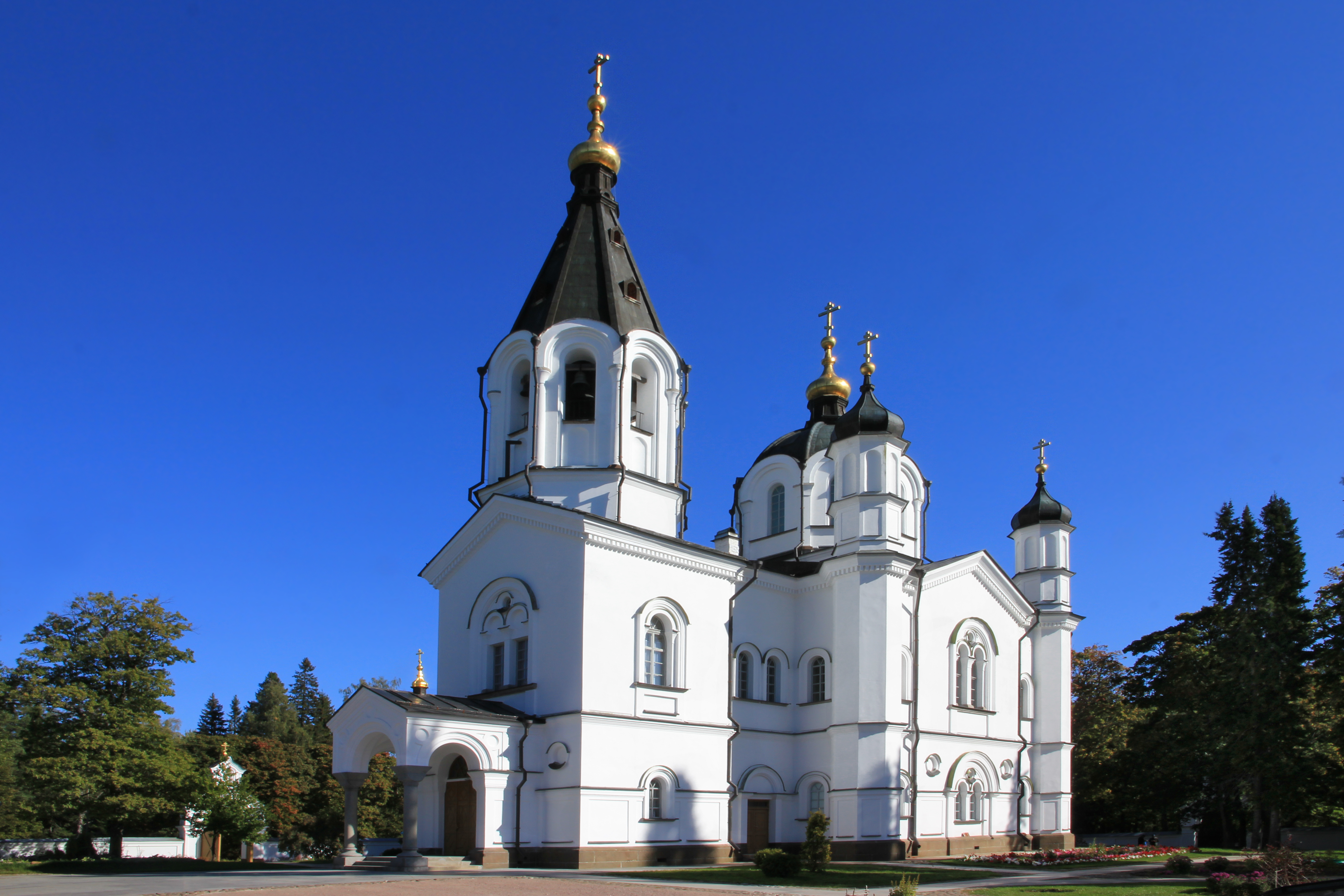
Скит во имя Всех Святых (белый скит)

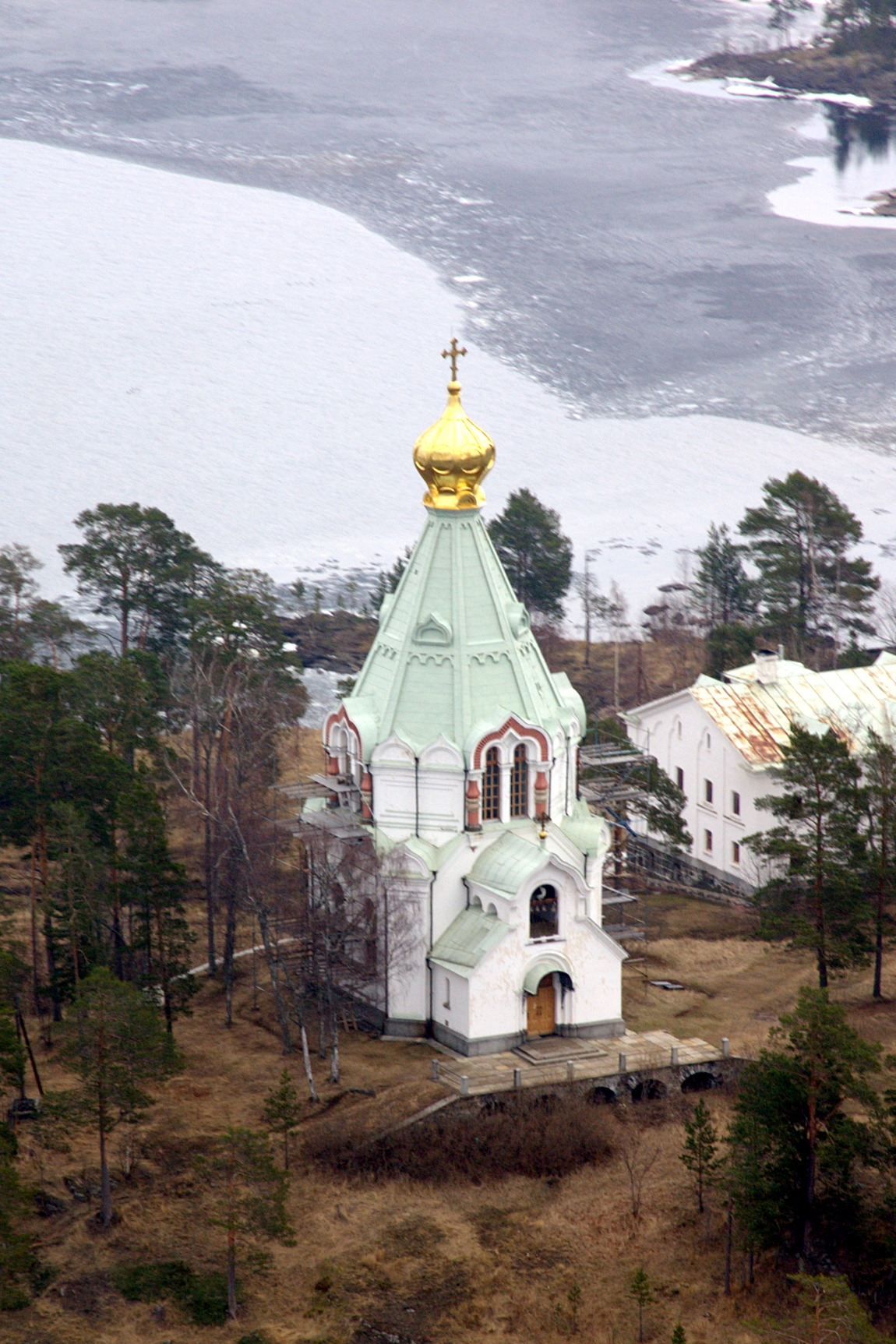
Никольский скит

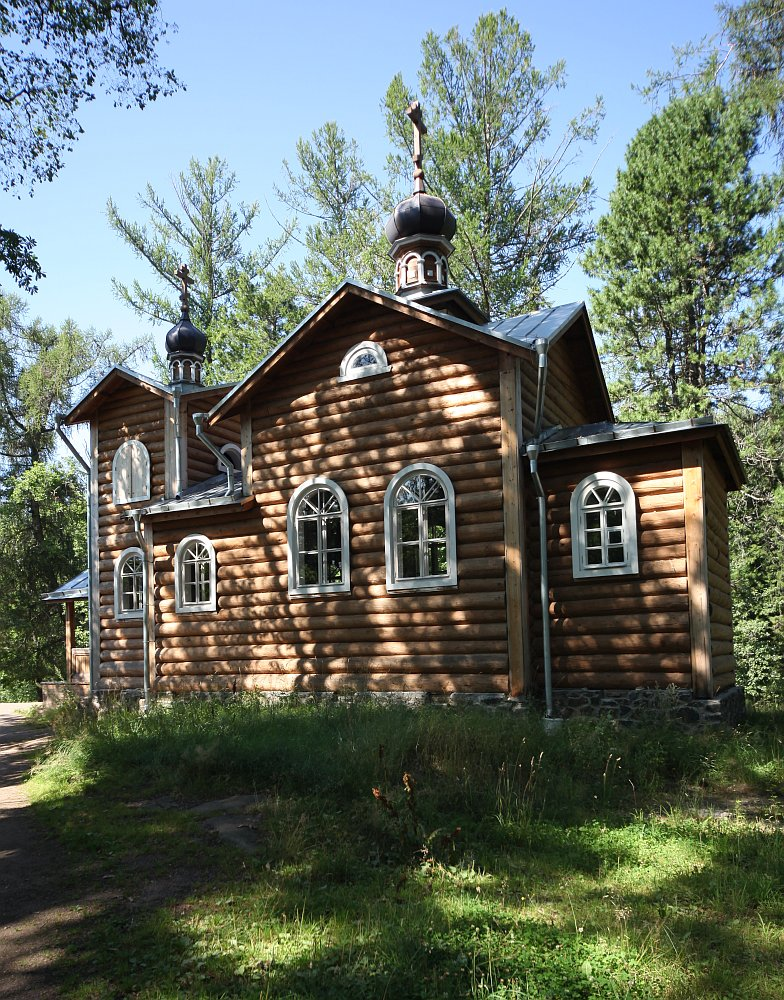
Коневский скит

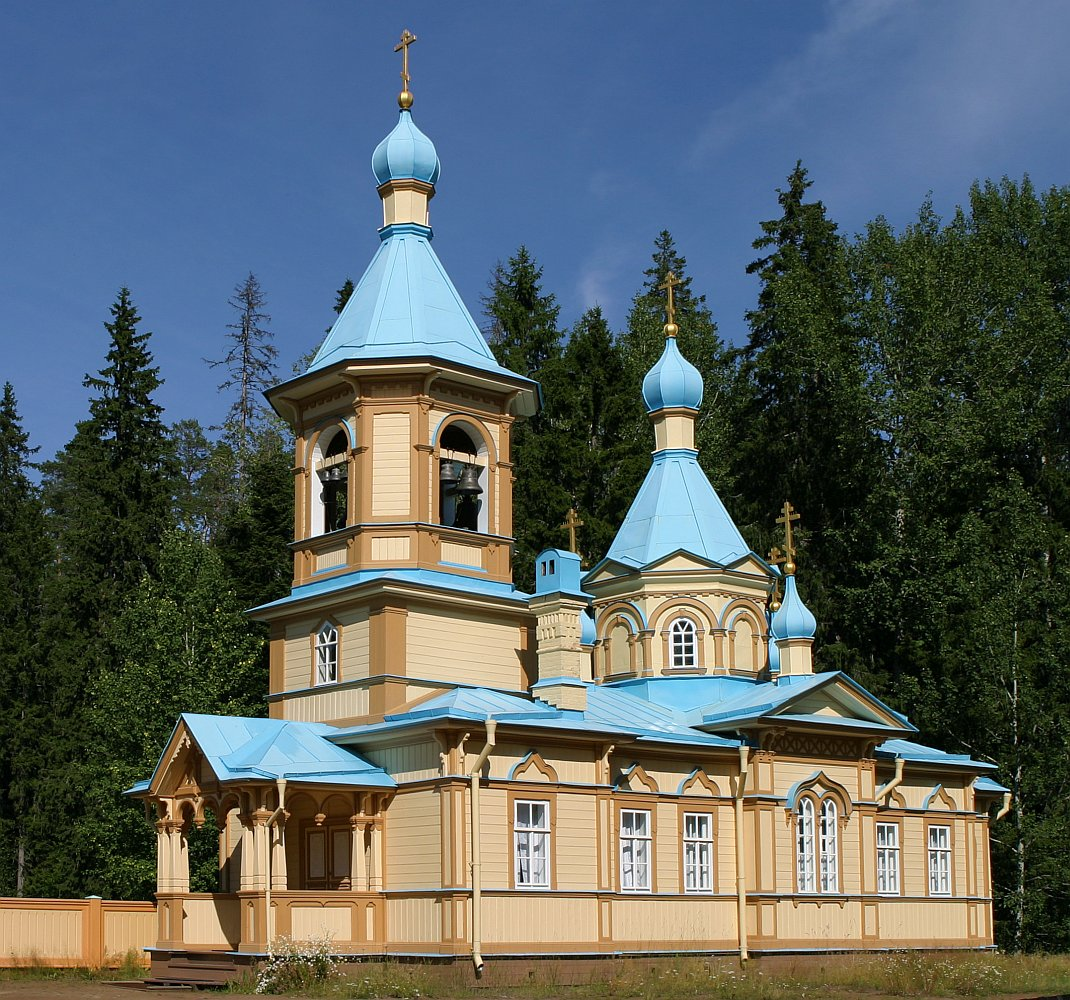
Гефсиманский скит

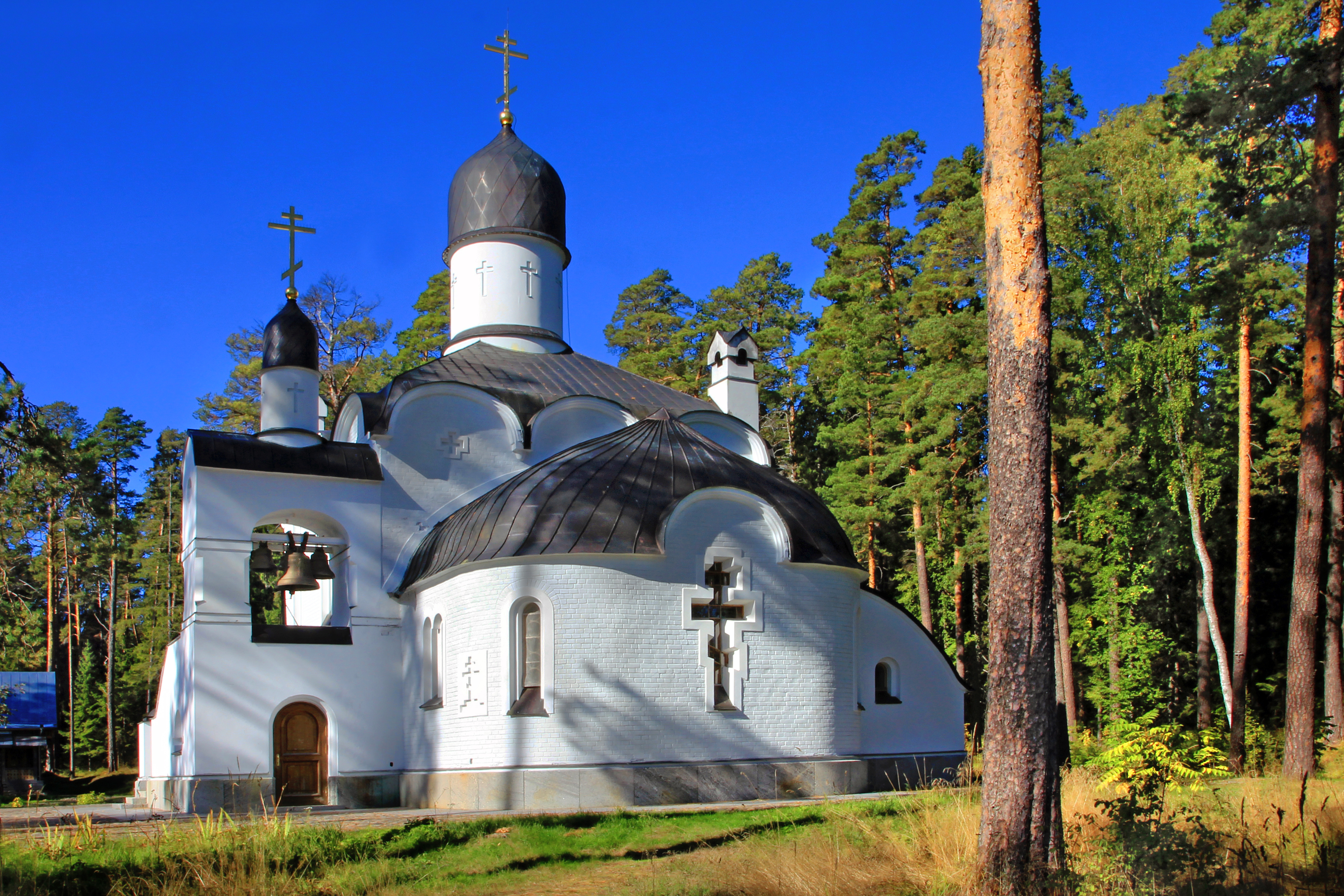
Смоленский скит

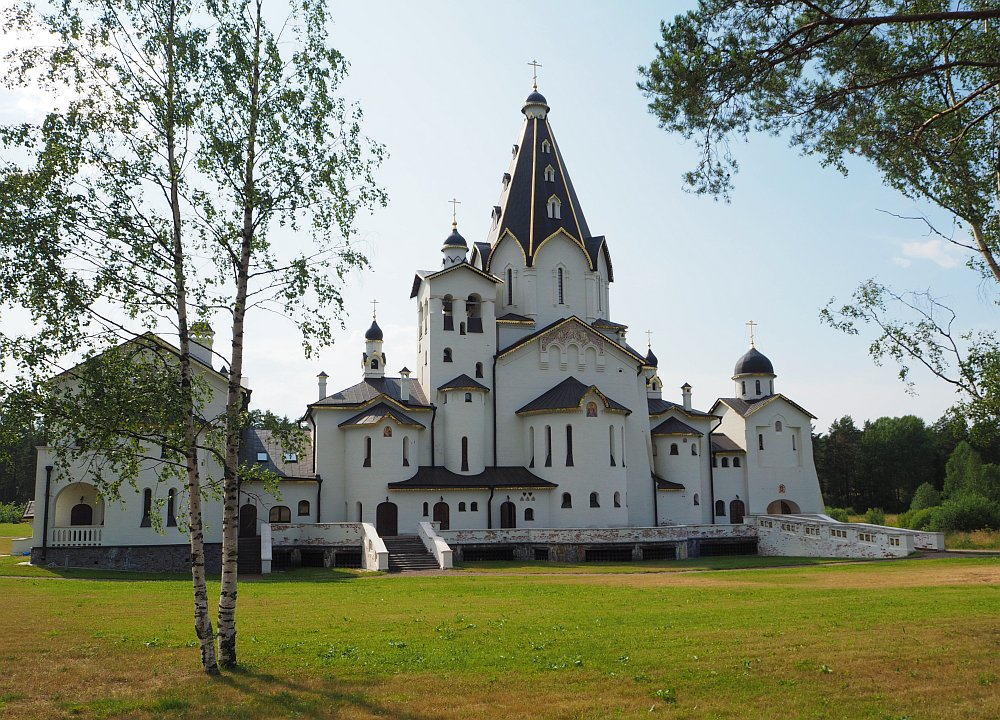
Владимирский скит

- Скит Всех Святых (Белый скит, Большой скит) (61°23′33″ с. ш. 30°54′43″ в. д.HGЯO) — скит, расположенный на Скитском острове Валаамского архипелага. Основан игуменом Назарием в конце XVIII века[86]. Самый первый и самый большой скит, в 1789—1796 годах были построены каменный храм и шесть келейных корпусов для братии. В 1840—1844 годах скит был перестроен по проекту архитектора Алексея Горностаева. Церковь скита: нижний тёплый храм освящён в 1849 году во имя Всех Святых; верхний холодный освящён в 1850 году во имя Всех Небесных Сил Бесплотных. Рядом со скитом находится могила старца иеросхимонаха Антипы, завещавшего похоронить его вне скита, чтобы к нему могли приходить и женщины, так как по причине строгости устава, женщинам посещение скита было позволено исключительно во время крестного хода в день Всех Святых[86].

В наше время женщинам посещение скита разрешено только раз в году — в первое воскресенье после дня Святой Троицы. Однако с февраля 2014 года, когда в игуменском корпусе (имеющим отдельный вход с внешней стороны скита) была освящена домовая церковь в честь чудотворной Серафимо-Дивеевской иконы Божьей Матери «Умиление», которую преподобный Серафим Саровский называл «Радость всех Радостей», женщины-паломницы могут попасть по особому благословению на некоторые службы в течение всего года, не заходя на территорию самого скита.
- Скит Николая Чудотворца (61°23′53″ с. ш. 30°55′42″ в. д.HGЯO) — расположен на Крестовом (или же Никольском[86]) острове у входа в Монастырскую бухту. Включает храм Николая Чудотворца (построен в 1853 году) и домовую церковь Иоанна Дамаскина (построена в 1856 году). Архитекторы — А. М. Горностаев и Г. И. Карпов[87]. В 1858 году был возведён двухэтажный каменный келейный корпус. В XIX веке в скиту были устроены маяк и монастырская таможня. В качестве маяка служила каменная часовня во имя Николая Чудотворца, находившаяся на острове до того, как в 1853 году был построен храм; на ней в тёмные ночи зажигался фонарь[86].
- Скит Иоанна Предтечи (Предтеченский скит) (61°23′21″ с. ш. 30°52′57″ в. д.HGЯO) — расположен на Предтеченском (вариант названия — Монашеском[86]) острове архипелага. Деревянная часовня в честь Иоанна Предтечи была построена в 1855 году[86]. Через три года, в 1858 году на месте Предтеченской часовни по проекту архитектора Алексея Горностаева была возведена двухэтажная деревянная церковь. Надпись на колоколе в ней гласила, что он отлит для Валаамского монастыря при царе Борисе Годунове в 1603 году[86]. Верхний этаж освящён во имя Иоанна Предтечи, нижний этаж (пещерный) освящён во имя Трёх святителей: Василия Великого, Григория Богослова и Иоанна Златоуста. Устав в этом скиту отличается особой строгостью, посещение посторонними не разрешается, женщины на остров не допускаются. На 1909 год в храме в качестве достопримечательностей хранились два древних креста, один из которых был изготовлен в начале XVIII века, а другой — в 1682 году. При ските был похоронен почитаемый в нём схимонах Иона[86].
- Коневский скит (61°22′44″ с. ш. 30°54′24″ в. д.HGЯO) — расположен в лесном массиве на берегу Игуменских озёр. Освящён в 1870 году, разобран в 50-х годах XX века, восстановлен в 2004 году и освящён во имя Коневской иконы Божией Матери. Неподалёку от одноимённой церкви располагалась келья игумена Дамаскина, в которой он прожил семь лет перед тем, как был избран главой обители[86].
- Авраамиевский скит (скит Авраамия Ростовского) (61°20′20″ с. ш. 31°00′17″ в. д.HGЯO) — расположен на Емельяновском (Авраамиевском) острове. В 1873 году была возведена деревянная церковь во имя святого Авраамия Ростовского с квадратной колокольней. В советское время скит был разрушен, в 2014 году начато его восстановление. 10 июля 2022 года Патриарх Московский и всея Руси Кирилл посетил скит преподобного Авраамия Ростовского, где освятил построенный храм Всемилостивого Спаса. В дар храму Патриарх Московский и всея Руси Кирилл передал икону преподобного Саввы Сторожевского с житием[88].
- Воскресенский скит (Новоиерусалимский скит, Красный скит) (61°22′22″ с. ш. 30°53′28″ в. д.HGЯO) — расположен на горе Сион, в юго-западной части острова Валаам, где, по преданию, апостол Андрей Первозванный воздвиг каменный крест. В 1906 году на месте деревянной часовни во имя святого апостола Андрея Первозванного (1846) было построено двухэтажное храмовое здание. Верхний храм освящён в честь Воскресения Христова. Нижний храм освящён во имя святого апостола Андрея Первозванного, в нём находится мраморная купольная часовня с подобием Гроба Господня. Рядом со скитом был разбит фруктовый сад. Все строения выполнены из красного кирпича.
- Гефсиманский скит (Жёлтый скит) (61°22′12″ с. ш. 30°54′09″ в. д.HGЯO) — расположен у подножия горы Елеон. Освящён в 1911 году, включает церковь Успения Пресвятой Богородицы, Вознесенскую часовню на горе Елеон, домик для братии, часовню «Моление о чаше». Храм построен в русском архитектурном стиле из бруса, обшит тёсом.
- Смоленский скит (61°22′47″ с. ш. 30°55′23″ в. д.HGЯO) — устроен в 1917 году на южной оконечности Скитского острова по проекту великого князя Петра Николаевича. Храм, воздвигнутый для поминовения русских воинов, погибших за Отечество, был освящён в 1917 году во имя Смоленской иконы Божией матери. Восстановлен в 2005 году.
- Владимирский скит (Свято-Владимирский скит) (61°22′22″ с. ш. 30°56′09″ в. д.HGЯO) — основан в 2002 году. Главный храм освящён в 2008 году во имя святого равноапостольного князя Владимира. В скиту построена резиденция патриарха Московского и всея Руси с домовой церковью святой мученицы Людмилы. В скиту имеются келейный корпус, иконописная мастерская, небольшой храм Всех Святых, крестильня. Здесь же расположен Валаамский музей имени Алексия II. Автор проекта и главный архитектор Андрей Анисимов.
- Скит Александра Невского (61°22′27″ с. ш. 30°56′22″ в. д.HGЯO) — заложен в 2014 году[89], находится неподалёку от Владимирского скита. Включает храм Александра Невского и келейный корпус.
- Александро-Свирский скит (скит Александра Свирского, Свято-островский скит) на Святом острове (61°24′45″ с. ш. 31°03′13″ в. д.HGЯO), где в XV веке около семи лет жил в пещере Александр Свирский, удалившись в него в 1474 году[90]. В 1855 году на пожертвования мецената купца Никитина[86] на острове был построен деревянный храм (архитектор Алексей Горностаев) и освящён во имя святого преподобного Александра Свирского. Восстановлен в 2001 году после пожара 1999 года.
- Ильинский скит на острове Лембос (61°24′39″ с. ш. 31°07′07″ в. д.HGЯO) — в 1868 году по проекту архитектора Г. И. Карпова была возведена деревянная церковь во имя пророка Илии с колокольней и кельями, уничтожена в 70-е годы XX века, заново отстроена в 2006 году[91].
- Скит апостола Андрея Первозванного на Сухом (Оборонном) острове (61°20′12″ с. ш. 31°00′22″ в. д.HGЯO) — заложен в 2014 году, храм освящён в 2023 году.
- Скит Германа Аляскинского (Патриарша пустынька) на Байонном острове (61°24′27″ с. ш. 31°06′31″ в. д.HGЯO) — основан в 2010 году, освящение храма состоялось 9 июня 2013 года.
- Казанский скит на восточном побережье острова (61°23′22″ с. ш. 31°00′20″ в. д.HGЯO) — заложен в 2015 году, храм освящён 5 июня 2021 года.
- Серафимовский скит на Порфирьевском острове (61°22′42″ с. ш. 30°53′24″ в. д.HGЯO) — построен в 2015—2018 гг. На острове возведены деревянный храм в честь преподобного Серафима Саровского и часовня в честь святого благоверного князя Александра Невского, освящённые в 2019 году.

#### Скиты на удалённых островах Ладожского озера
- Германовский скит с церковью Александра Невского, построенной в 1904 году, на острове Сюскюянсаари (остров святого Германа, 61°36′28″ с. ш. 31°17′08″ в. д.HGЯO), в настоящее время находится в полуразрушенном состоянии, в 2018 году начато его восстановление.
- Сергиевский скит на острове Путсаари (61°29′58″ с. ш. 30°35′01″ в. д.HGЯO) с церковью преподобных Сергия и Германа, Валаамских чудотворцев, возведённой в 1899 году.
- Тихвинский скит на острове Воссинансаари (61°12′05″ с. ш. 30°41′24″ в. д.HGЯO) — в наши дни не существует, все постройки скита в 1960-е годы были разобраны. Остров Воссинансаари, на котором он был расположен, когда-то был посвящён Тихвинской иконе Божией Матери. По легенде, икона проходила мимо этого острова по воздуху через Ладогу. Скит был основан при игумене Гаврииле, который построил в 1897 году на острове храм в её честь[86].

### Храмы Валаамского монастыря
- Спасо-Преображенский собор — расположен на Центральной усадьбе монастыря и включает два храма: церковь Сергия и Германа Валаамских (нижнюю) и Преображенскую церковь (верхнюю). Церковь Сергия и Германа открыта круглогодично, а в Преображенской церкви службы ведутся только в тёплое время года.
- Церковь иконы "Живоносный Источник" (Живоносовская) — расположена во внешнем каре с северной стороны Спасо-Преображенского собора. Изначально это был больничный храм. Освящен 30 июня 1814 года. В туристический сезон здесь проходят выступления Хора Валаамского монастыря.
- Церковь во имя Живоначальной Троицы (Троицкая) — расположена над храмом иконы "Живоносный Источник". Впервые освящена в 1837 году, восстановлена и заново освящена в 2004 году.
- Церковь Успения Пресвятой Богородицы (Успенская) — расположена во внутреннем каре с северной стороны Спасо-Преображенского собора.
- Церковь Валаамской иконы Божией Матери (Валаамская) — расположена во внутреннем каре с южной стороны Спасо-Преображенского собора. Ранее носила название Никольская.
- Церковь Петра и Павла (Петропавловская) — расположена над Святыми вратами во внешнем каре с южной стороны Спасо-Преображенского собора.
- Домовая церковь Кирилла и Мефодия — расположена на втором этаже гостиницы "Славянская".
- Церковь Николая Чудотворца (Никольская) в Никольском скиту.
- Домовая церковь Иоанна Дамаскина в Никольском скиту.
- Церковь Всех Святых (нижняя) в скиту Всех Святых.
- Церковь Небесных Сил бесплотных (верхняя) в скиту Всех Святых.
- Домовая церковь иконы Божией Матери "Умиление" в скиту Всех Святых.
- Домовая церковь Новомучеников и Исповедников Российских в скиту Всех Святых.
- Церковь Смоленской иконы Божией Матери (Смоленская) в Смоленском скиту.
- Домовая церковь Казанской иконы Божией Матери (Казанская) на ферме монастыря.
- Церковь Владимира Равноапостольного (Владимирская) во Владимирском скиту.
- Домовая церковь святой мученицы Людмилы во Владимирском скиту.
- Церковь Александра Невского в скиту Александра Невского.
- Воинская церковь святого великомученика Георгия Победоносца.
- Церковь Успения Пресвятой Богородицы (Успенская) в Гефсиманском скиту.
- Церковь Воскресения Христова (Воскресенская) в Воскресенском скиту.
- Церковь апостола Андрея Первозванного (Андреевская) в Воскресенском скиту.
- Церковь Серафима Саровского на Порфирьевском острове.
- Церковь Иоанна Предтечи (Предтеченская) в Предтеченском скиту.
- Церковь во имя Трёх Святителей (Василия Великого, Григория Богослова и Иоанна Златоуста) в Предтеченском скиту. Расположена в высеченном в скале помещении под Предтеченской церковью. В настоящее время не действует.
- Домовая церковь Сергия Радонежского в Предтеченском скиту.
- Церковь Казанской иконы Божией Матери (Казанская) в Казанском скиту.
- Церковь Авраамия Ростовского (Авраамиевская) в Авраамиевском скиту.
- Церковь апостола Андрея Первозванного (Андреевская) в Андреевском скиту.
- Церковь Александра Свирского в скиту Александра Свирского на Святом острове.
- Церковь Германа Аляскинского в скиту Германа Аляскинского.
- Церковь Илии Пророка (Ильинская) в Ильинском скиту на острове Лембос.
- Церковь Александра Невского в Германовском скиту на острове Сюскюянсаари. В настоящее время не действует, восстанавливается.
- Церковь Сергия Валаамского (Сергиевская) в Сергиевском скиту на острове Путсаари.
- Церковь Всех Преподобных Отцов, в подвиге просиявших. Расположена на Игуменском кладбище.

### Подворья
- Санкт-Петербургское подворье Казанской иконы Божией Матери (59°54′21″ с. ш. 30°16′31″ в. д.HGЯO).
- Московское подворье с храмами преподобных Сергия и Германа Валаамских и святого благоверного князя Александра Невского (Вторая Тверская-Ямская улица, 52)[92] (55°46′30″ с. ш. 37°35′22″ в. д.HGЯO).
- Приозерское подворье с храмами в честь Всех Святых (43°35′16″ с. ш. 40°14′48″ в. д.HGЯO) и Рождества Христова (с 1990 года).
- Никольское подворье в посёлке Красная Горка близ Сортавала с церковью Николая Чудотворца (61°41′33″ с. ш. 30°43′19″ в. д.HGЯO).
- Сергиевское подворье в посёлке Озерки Ленинградской области с церковью преподобного Сергия Радонежского.
- Сочинское Свято-Троицкое подворье и скит в селе Аибга-2 (Сочи) с церковью Владимирской иконы Божией Матери (43°35′16″ с. ш. 40°14′48″ в. д.HGЯO) и с домовым храмом Святой Троицы в селе Ермоловка.
- Подворье Валаамской иконы Божией Матери в селе Бортниково Коломенского района Московской области (55°13′15″ с. ш. 38°41′39″ в. д.HGЯO) с церковью Валаамской иконы Божией Матери.

## Настоятели и наместники
Настоятели
- Сергий и Герман Валаамские (X век)
- Феофан (…992…)
- Мартирий (…1192…)
- Порфирий (…1332…)
- Сила (…1397..1417…)
- Иоаким II (…1474…)
- Давид
- Савватий
- Игнатий
- Иоаким III (…1507…)
- Исаия, строитель (…1540…)
- Никодим (…1578…)
- Геннадий (…1585…)
- Феодорит I
- Феодорит II
- Исаия II
- Варлаам (…1534…)
- Фотий
- Макарий
- Ефрем
- Матфей
- Лаврентий
- Давид (…1598…)
- Макарий (…1606—1611)
- Феодорит III (…1616…)
- Сильвестр (…1618…)
- Евфимий, строитель (…1645…)
- Киприан (…1648…)
- Савватий (…1651…)
- Евфимий II, строитель (…1667…)
- Иосиф (Шаров), строитель (1724…)
- Ефрем, строитель (…1751..1781…)
- Назарий (Кондратьев), строитель (1781—1801)
- Иннокентий (Моруев) (1801—1823)
- Ионафан I (Здобин) (1823—1830)
- Варлаам (Давыдов) (1830—1833)
- Вениамин (Мануйлов) (1835—1839)
- Дамаскин (Кононов) (1839—1881)
- Ионафан II (Дмитриев) (1881—1891)[93]
- Гавриил (Гаврилов) (1891—1903)
- Виталий (Батраков) (1903—1905)
- Пафнутий (Андреев) (1905—1907)
- Маврикий (Баранов) (1907—1918)
- Павлин (Мешалкин) (1918—1933)
- Харитон (Дунаев) (1933—1947)[94]

Наместники Валаамского ставропигиального монастыря
- Виктор (Пьянков) (6 октября 1989—1990)
- Андроник (Трубачёв) (15 июля 1990 — 18 января 1993)
- Панкратий (Жердев) (18 января 1993 года — по настоящее время)